# الجامع الجديد (الجزائر)

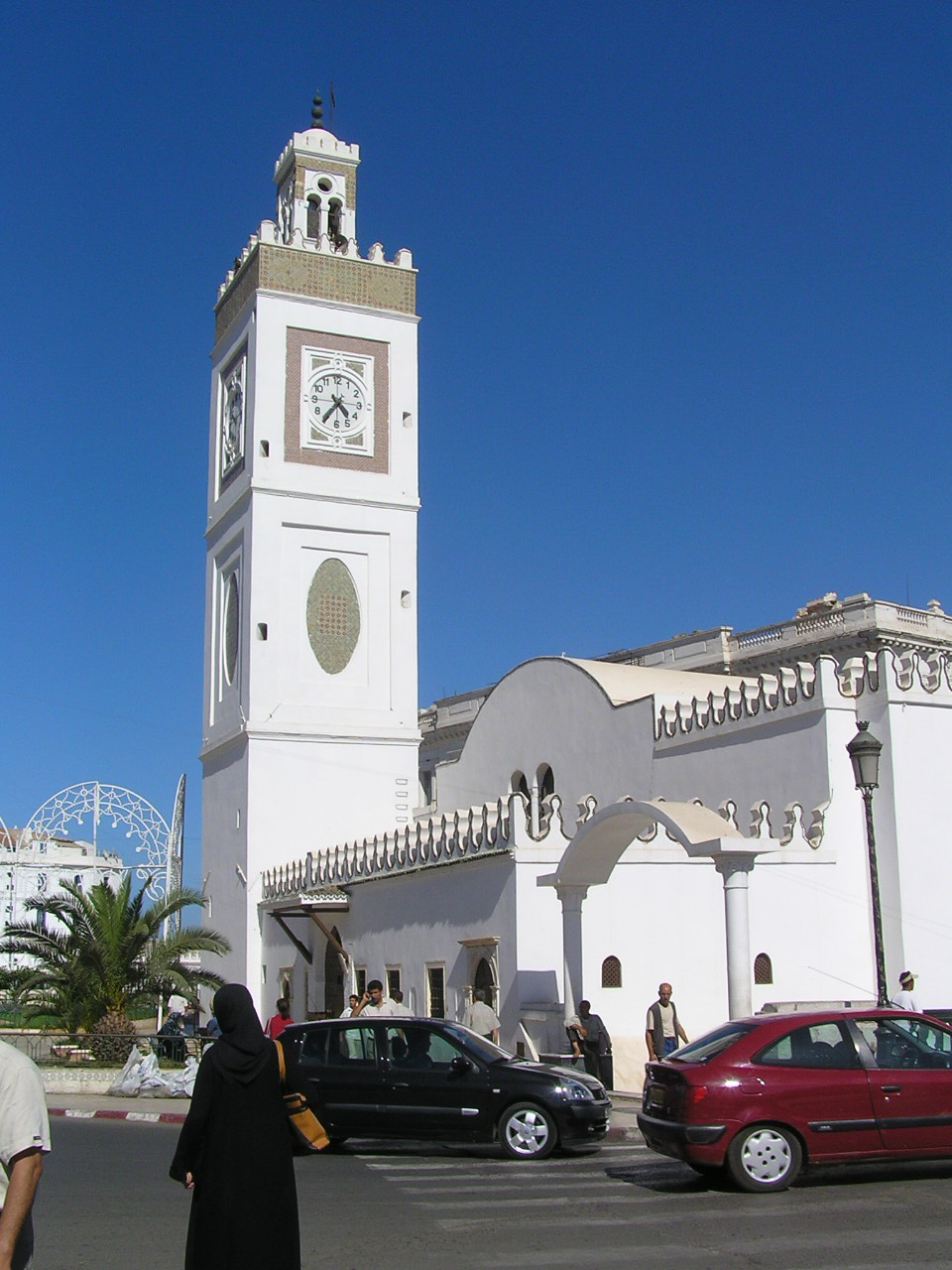
المسجد الجديد

المسجد الجديد أو الجامع الجديد هو مسجد من بين أقدم مساجد العاصمة الجزائرية، يقع بساحة الشهداء (باب البحر)، يعود تشييده للفترة العثمانية في عهد الداي مصطفى باشا سنة 1660، من طرف المعماري الحاج حبيب في طراز يمزج بين الطراز البيزنطي والعثماني وكان مسجدًا للمذهب الحنفي طوال الفترة العثمانية.
المبنى مصنف تراثًا عالميًا من طرف اليونسكو.

## الموقع
يقع الجامع الجديد بالقصبة السفلى بساحة الشهداء بالجزائر العاصمة مطلا على البحر، وكان يعرف سابقا بجامع “الحواتين” نسبة إلى المكان المتواجد فيه المعروف عند عامة الناس بـ” لا  بيشري ” أو ” السماكة ” حيث يصطاد ويباع السمك طازجا.

## التاريخ
بناه العثمانيون مسجدا للمذهب الحنفي سنة 1660، يشبه نوعًا ما مسجد اية صوفيا باسطنبول. له مئذنة وضعت لها ساعة سنة 1857، المستقدمة من قصر الجنينة المهدمة سنة 1856.
بناه العثمانيون لمنافسة مسجد المرابطين الذي بناه يوسف بن تاشفين والمسجد يتوسط الجزائر العاصمة على الواجهة البحرية
ولا عن مسجد المرابطين إلى شارع وفن العمارة العثمانية واضح فيه بشكل كبير خاصة في شكل قبته.
عرف كذلك بجامع الحواتين أو جامع المسمكة لقربه من البحر والمسمكة.

## الوصف
تصميم هذا المسجد يشبه تصميم “القديسة صوفي” الكائن باسطنبول، والذي أصبح بعد ذلك النموذج الرسمي لبناء كل المساجد الأخرى في الحقبة العثمانية بالجزائر. يتميز الجامع الجديد بوفرة النقوش والفسيفساء ويضم مجموعة من التحف النادرة منها أربعة كراسي من الخشب يتربع عليها مشايخ العلماء أثناء حلقات العلم وشمعدان مصنوع من النحاس الخالص وهو هبة للمسجد من طرف علي الخزناجي وهو ما أثبتته الكتابة المنقوشة عليه المؤرخة سنة 1141 للهجرة، ويحتوي المسجد على منبرين ومحراب ويوجد بأعلى المسجد ممر خشبي ''دربوز من الخشب'' يحيط بالمسجد ويستعمل لطلاء جدران المسجد وتنظيف سقفه وهو قديم قدم المسجد. وتوجد به نوافذ صغيرة مصنوعة من الرخام الأبيض تستعمل لاضاءة المكان إضافة إلى اطارات الابواب كلها من رخام ابيض مصنوع في إيطاليا.

### المنبرين
يحتوي المسجد على منبرين أولهما منبر خشبي عتيق يتوسط قاعة الصلاة تقريبا وكان مخصصا للامام لإلقاء الدروس والخطب ومن خلاله يمكن الصعود إلى ''سدة '' وهي عبارة عن مرفإ مربعة الشكل محمولة على أربعة اعمدة كانت تستعمل للإلقاء الدروس وقراءة القرآن كما كانت مخصصة لاثرياء ونبلاء المدينة، أما المنبر الثاني جيء به من ''مسجد سيدة'' الذي احرقته فرنسا الإستعمارية بعد عامين من غزوها أرض الجزائر وهو مصنوع من الرخام المستورد من تونس ومن إيطاليا.

### المحراب
يكسو محراب الجامع الجديد في قسمه السفلي من الفخار ومزين بالجبس وبه زخرفة دقيقة ونقوش جميلة محفورة على الحجارة.
وقد أثبتت الكتابة الموجودة على يسار المحراب تاريخ بناء هذا الصرح الديني الشامخ والذي يعود إلى سنة 1070هجري الموافق لـ 1660 ميلادي، هذا نصها: «الحمد لله وحده ومن يريد الإطلاع على من يرجع الفضل في بناء المعلم التاريخي سيعلم أنه سيعود إلى وكيل الحاج حبيب الذي بناه سنة 1070 هجرية الموافق لـ 1660 ميلادية”، وكتب فوق أحد أبواب المسجد» «وإنه بعون الله تبارك وتعالى تم في عهده الزاخر بناء هذا المسجد والله يسدد خطى جنودنا المنتصرين، ويجازي كل واحد منهم بألف جزاء».
كتب عليه: الحمد لله وحده وصلى الله على سيدنا محمد اما بعد رحمكم الله قد اجتهد في بنيان هذا المسجد عبد الله الراجي عفو مولاه المجاهد في سبيل الله الحاج الحبيب كان الله له عونا

### السدات
للجامع الجديد أربع '' سدات'' منفصلة منصوبة في الطابق العلوي إحداها مخصصة للنساء.

### الأبواب
يتوفر المسجد على ستة أبواب:
- أما الباب الأول فيمثل الباب الرئيسي للمسجد مفتوح على ساحة الشهداء ومن خلاله يدخل جموع المصلين لتأدية الصلوات،
- الباب الثاني فيوجد إلى يسار الباب الرئيسي ويمثل مدخل مصلى النساء،
- يوجد باب إلى يمين الباب الرئيسي مدخل المدرسة القرآنية التابعة للمسجد كانت من قبل غرفة يجلس فيها قاضي الجزائر للنظر في شؤون الرعية
- الباب الرابع يجاور مدخل النساء للمؤذن،
- كما يوجد بابان يقعان خلف المسجد من بينهما باب مدخل قاعة الوضوء وآخر مدخل إلى باحة المسجد من الجهة الخلفية له.

### المنارة
عبارة عن برج له قاعدة مربعة أضفت عليه طابعا مغاربيا وضعت فيها ساعة جدارية ضخمة سنة 1852 يصل ارتفاع المنارة 29,5 مترا غير أن أعمال الردم قد إنقصت من علوه وأصبح الآن يبلغ 25 مترا فقط وواجهاتها الأربع مزخرفة بآجر بنقش بيضوي الشكل مع وجود نقش مستطيل الشكل، والكل يعلوه إبريز من الفخار البهيج وهي مزينة بمادة السراميك في واجهاتها الاربع.

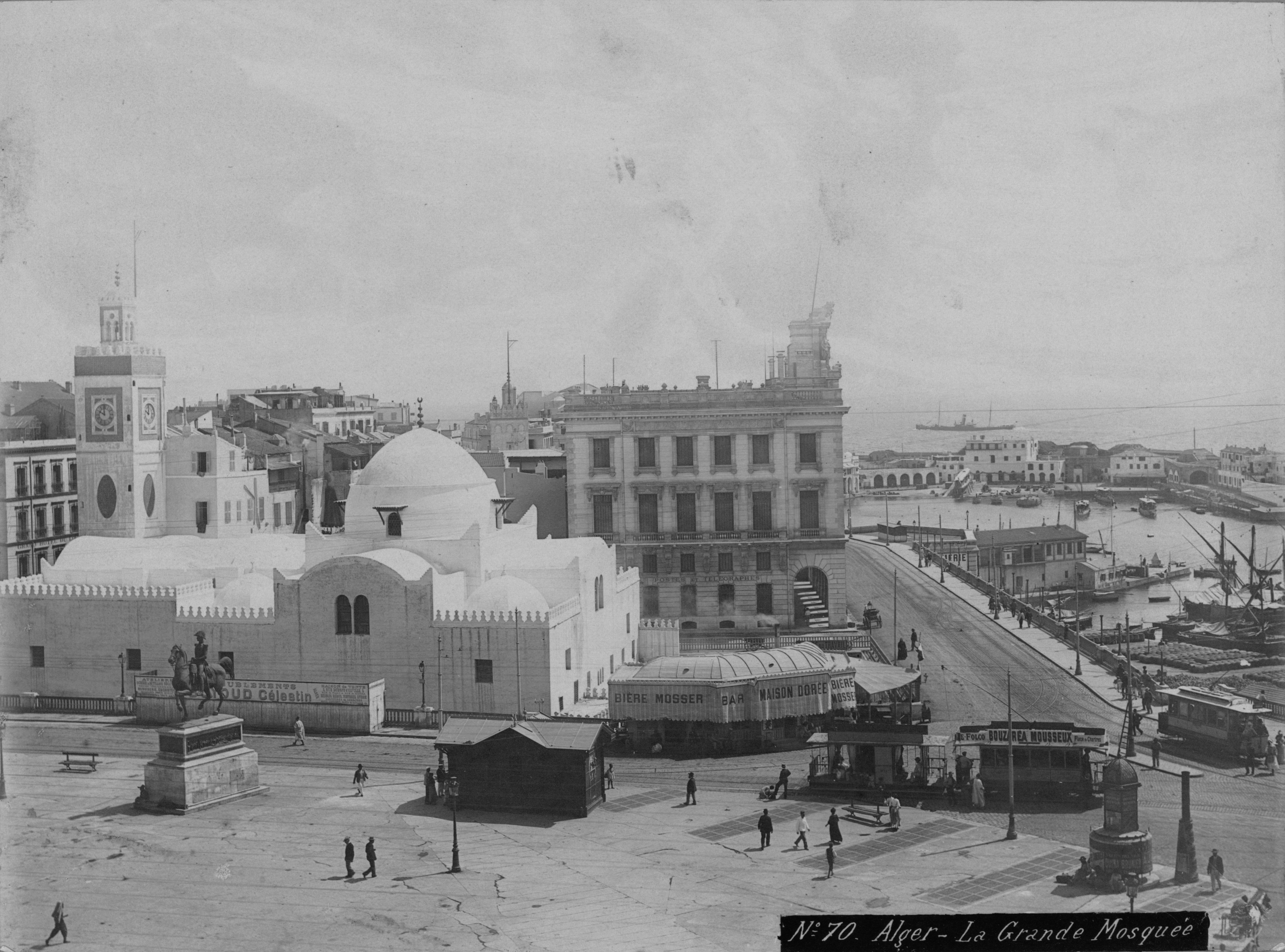
الجامع الجديد نهاية القرن التاسع عشر

## مقالات إضافية
- المرجعية الدينية الجزائرية
- الحزب الراتب